# 萼翅藤
萼翅藤（学名：Calycopteris floribunda）为使君子科萼翅藤属下的一个种。

## 扩展阅读
- 維基物種上的相關：萼翅藤